# Louis Ducruet
Louis Ducruet (Monte-Carlo, 1992. november 26. –) Stefánia monacói hercegnő és testőrének, az emigráns olasz családból származó Daniel Ducruet első, és egyben egyetlen fiú gyermeke. Tizenegyedik a monacói trónöröklési sorrendben.

## Egyéb adatok
Habár Lousinak nincsen semmilyen rangja, azért azt elmondhatja magáról hogy Grace Kelly és III. Rainier monacói herceg unokája és II. Albert monacói herceg unokaöccse. Van egy testvére Pauline Ducruet és egy féltestvére Camille Gottlieb.
Louis nagyon kedveli a focit, és hatalmas rajongója a monacói AS Monaco FC csapatnak. Folyékonyan beszél franciául és angolul. Valamint tud egy kicsit japánul, olaszul, németül és egy kicsit monacói nyelvet is beszéli.

## Tanulmányai, iskolái
- Western Carolina University, Cullowhee, North Carolina USA
- SKEMA Business School in Sophia Antipolis, France
- Lycée Albert Ier de Monaco[1]
- Collège Charles III de Monaco
- Lycée Français de Zurich (rövid ideig)
- An École Primaire (általános iskola) in Auron, France

## Fordítás
Ez a szócikk részben vagy egészben  a   Louis Ducruet című angol Wikipédia-szócikk fordításán alapul.  Az eredeti cikk szerkesztőit annak laptörténete sorolja fel. Ez a jelzés csupán a megfogalmazás eredetét és a szerzői jogokat jelzi, nem szolgál a cikkben szereplő információk forrásmegjelöléseként.